# Свято-Покровське (Маріупольський район)
Свято-Покровське (до 1923 року — Покровське, в 1923—2025 — Бойове) — село в Україні, в Нікольській селищній територіальній громаді Маріупольського району Донецької області.

## Загальні відомості
Бойове розташоване на річці Солона, 870 мешканців (1980 рік), харчова промисловість, пам'ятник Григорію Сенатосенку. Бойове розташоване за 35 км від залізничної станції Маріуполь і найбільшого порту на Азовському морі. За 10 км від Бойового проходить автотраса Н08 (Маріуполь — Запоріжжя. Недалеко від села протікає річка Каратиш. Сільській раді підпорядковані також населені пункти Малинівка, Новогригорівка, Паннівка, Суженка. На її території досліджено 4 курганних поховання доби бронзи — II — початок I тисячоліття до н. е.).

## Назва
Під час заснування, козацька станиця новоутвореного Азовського козацтва, отримала назву Покровська. Будувалася Покровська станиця одночасно з Нікольською. Було це, після переселення тоді ще задунайських козаків, навесні 1831 року. Оскільки Покрова святої Богородиці було улюбленим християнським і народним святом, а запорозьким козакам було притаманне непідробне ушанування Богородиці-Покрови як своєї заступниці, то стає зрозумілим вибір назви для свого поселення. Рішенням селищного голови від 21.03.2024 селу Покровському повернули історичну назву.

## Символіка
На гербі села зображена Покрова святої Богородиці, що робить герб промовистим. Списи на малиновому тлі символізують що село козацьке.

## Історія
Станицю Покровську заснували по закінченні російсько-турецької війни 1828—1829 pp. дунайські козаки, які переселилися на узбережжя Азовського моря на землі, відведені їм за службу. Так виникли тут Нікольська, Покровська, Стародубівська, Новоспасівська і Петровська станиці. Через 20 років після утворення Азовського козацтва у цих станицях жило майже 9,5 тис. чоловік, у тому числі 4,8 тис. чоловіків і 4,7 тис. жінок.
1865 року Азовське військо було ліквідоване. Волостями, сформованими з колишніх козацьких поселень, почали відати повітові та губернські установи. Покровське стало волосним центром. Верхівці козацтва відводилися значні земельні ділянки, рядовим козакам — невеликі наділи. Багато рядових козаків, не бажаючи переходити на нове становище, переселилися на Кавказ. Незважаючи на це, Покровське після реформи лишалося ще великим селом. У 1884 році тут жило близько 1000 чоловік, у тому числі 679 осіб, приписаних до сільської громади, і 303, не приписаних до неї. Понад 40 чоловік ходили на заробітки, більшість з них тільки вважалися членами громади, а фактично працювали у промисловості.
З розвитком капіталізму відбувалося швидке розшарування селянства. За 20 років населення волості зросло майже вдвоє — якщо 1884 року у волості налічувалося 3,8 тис. чоловік, то у 1904 — 6,3 тис.
По схилах балки тулилися підсліпуваті глинобитні хати під солом'яними стріхами. Тільки церква, лавка, будинки попа, колишньої козацької верхівки і куркулів виділялися на фоні селянської забудови. Постійні недоїдання викликали масові захворювання населення. У доповіді Маріупольській повітовій санітарній раді відзначалося, що 1907 року тяжку форму туберкульозу виявили у 7 % населення Покровського. Тільки наприкінці 1912 року земство організувало у селі медичну дільницю, де працювали лікар та фельдшер.
Більшість дітей села росла неписьменною, бо батьки не мали коштів для їх навчання. Земська школа, споруджена у 1887 році, була дуже тісною. 1912 року школу закінчили 14 учнів (11 хлопчиків і 3 дівчинки).
Значний вплив на селянство мав революційний рух робітничого класу 1905—1907 pp. Уже навесні 1905 року робітники Єнакіївського металургійного заводу привезли в села Покровської волості революційну літературу. У селах Покровському, Нікольському, Стародубівці відбулися сходки, на яких жителі вимагали звільнення політичних в'язнів, зниження орендної плати за землю, виступали за припинення сплати податків тощо. Податковий інспектор Маріупольського повіту в своєму звіті вказував, що з другої половини серпня 1906 року в сплачуванні податків у селянському середовищі «різко визначився інший напрям».
Восени 1906 року катеринославський губернатор Клінгенберг у супроводі неодмінного члена губернського у селянських справах присутствія, маріупольського повітового справника, голови Маріупольської земської управи, місцевого земського начальника і стражників об'їхав села Маріупольського повіту. Селяни наполегливо вимагали скасування розпорядження про охорону казенних винних лавок. Губернатор, побоюючись ускладнення обстановки, сховався у будинку волосного правління і прийняв представників від селян.
Жовтневі події 1906 року викликали особливу повагу до жителів Покровського з боку селян сусідніх сіл і всього повіту. Вони частенько говорили: «У Покровському мужики бойові. Вони самого губернатора заарештували». Покровське навіть почали називати селом «Бойовим».
Поблизу Покровського виникли хутори Новокарпівка і Панівка. У 1912 році з Покровської волості було відправлено майже 6,5 тис. пудів пшениці і ячменю.
1923 року село Покровське було перейменовано на Бойове.
Село було охоплене репресивними діями радянської влади під час Голодомору. Так, секретарі міськрайпарткомів Донецької області, керуючись отриманою 29.11.1932 р. Постановою ЦК і ЦКК КП(б)У з дозволом провести «чистку окремих осередків, що засмічені опортуністичними елементами, які знаходяться під кулацьким впливом, саботують виконання плану хлібозаготівель» взялися за її ретельне виконання — і в тому числі у тодішньому с. Бойове — за надзвичайно низьке виконання хлібозаготівель провели цю чистку.
Після початку Другої світової війни сотні жителів села пішли в ряди Червоної Армії, 112 з них нагороджені бойовими орденами і медалями. 5-7 урядових нагород мають А. Г. Глущенко, І. П. Коваленко, М. І. Калінін, П. В. Ліщенко та ін. Героїзм і мужність у боях із ворогом проявив колишній рахівник колгоспу «Бойове» Г. П. Сенатосенко.
Президія Верховної Ради УРСР у 1967 році нагородила Бойове пам'ятною ювілейною медаллю «На відзнаку 50-річчя УРСР».

## Населення
Згідно з переписом УРСР 1989 року чисельність наявного населення села становила 908 осіб, з яких 412 чоловіків та 496 жінок.
За переписом населення України 2001 року в селі мешкало 848 осіб.
У 2025 році Бойове перейменовано на Свято-Покровське.

### Мова
Розподіл населення за рідною мовою за даними перепису 2001 року:
| Мова       | Відсоток |
| ---------- | -------- |
| українська | 70,53 %  |
| російська  | 29,23 %  |
| інші       | 0,24 %   |

## Відомі люди
У селі народився Сенатосенко Григорій Прокопович — Герой Радянського Союзу.